# Bistum Belthangady

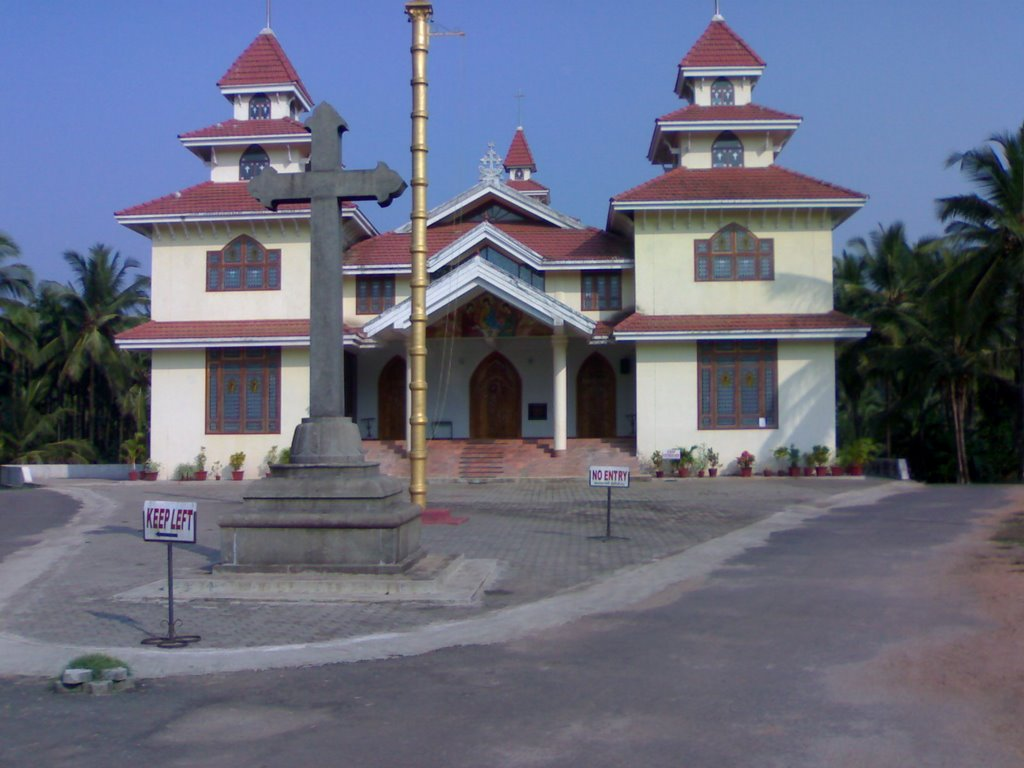
Cathedral of St. Lawrence in Belthangady

Das Bistum Belthangady (lateinisch Dioecesis Belthangadiensis) ist ein Bistum der mit der römisch-katholischen Kirche unierten syro-malabarischen Kirche mit Sitz in Belthangady in Indien. Seit der Gründung ist der Ortsordinarius Lawrence Mukkuzhy.

## Geschichte
Papst Johannes Paul II. gründete es mit der Apostolischen Konstitution Cum ampla  am 24. April 1999 aus Gebietsabtretungen der Erzeparchie Tellicherry, der es auch als Suffragandiözese unterstellt wurde.